# Sandrananta
La Sandrananta est une rivière du versant est de Madagascar. Elle prend sa source en pays Betsileo, dans la commune rurale de Vinanitelo où elle irrigue des rizières, traverse le pays Tanala et se jette dans la Matitanana à Andemaka.